# 뵤부가우라촌
뵤부가우라촌(일본어: 屏風浦村)은 1889년 4월 1일부터 1927년 4월 1일까지 존재했던 일본 가나가와현 구라키군의 촌이다.

## 개요
가나가와현 구라기군 남부의 정이다. 현재의 가나가와현 요코하마시 이소고구의 중부에 해당한다.

## 역사

### 연혁
- 1889년 4월 1일 - 정촌제 시행에 의해 주변의 촌을 합병해 스가타촌이 성립하였다.
- 1911년 4월 1일 - 요코하마시의 제2차 시역 확장에 의해 기타군이 요코하마시에 편입하였다.
- 1927년 4월 1일 - 모리,모리나카하라,스기타가 이소고구가 되었다.

## 교통

### 철도 노선
- 요코하마 전기철도(후에 요코하마시 전철)

- 쇼난 전기철도(현 게이힌 급행전철)의 뵤부가우라역, 스기타역, 네기시선의 이소고역, 신스기다역, 가나자와 시사이드 라인의 신스기다역은, 당시는 미개업이였다.

## 참고 문헌
- 角川日本地名大辞典編纂委員会,『角川日本地名大辞典 神奈川県』1984, 角川書店